# Magnus Hedman
Magnus Carl Hedman (Huddinge, Suecia, 19 de marzo de 1973) es un exfutbolista sueco, se desempeñaba como guardameta. Con la selección de fútbol de Suecia participó en dos Mundiales y en dos Eurocopas.

## Biografía
Hedman comenzó jugando en el AIK Solna de su país natal, donde jugaría entre 1990 y 1997. Ese mismo año (en el que se convirtió en guardameta titular de la selección de fútbol de Suecia) Hedman se mudó a Inglaterra fichando por el Coventry City, manteniéndose en el equipo incluso con su descenso a la Segunda División de Inglaterra. Su compromiso con el equipo fue puesto en duda y sus relaciones con la directiva eran ya tensas.
En 2002, Hedman fichaba por el Celtic FC de Escocia. Sus apariciones y rendimiento en el club escocés fueron muy irregulares, lo que propició una breve cesión en 2004 al AC Ancona donde tuvo 3 apariciones. Tras su regreso al Celtic, Hedman no contaba para el entrenador Gordon Strachan, de modo que tras solo una temporada se retiró del fútbol en 2005 tras ser liberado por el Celtic.
A lo largo de 2006 se rumoreó un posible regreso a la Premier League pero ninguna se efectuó. En noviembre de ese año se unió al Chelsea FC después de las lesiones de Petr Čech y Carlo Cudicini que dejaron al club con un único portero, Henrique Hilário. Hedman no realizó ninguna aparición en su breve estancia en el club londinense, retirándose nuevamente en 2007.
En 2008 entrenó para equipos ingleses como el Manchester City o el Tottenham Hotspur con la intención de conseguir un contrato, cosa que no logró. Poco después se confirmó que Hedman pasó a ser el entrenador de porteros del Weymouth FC. Actualmente ejerce de entrenador de porteros en el modesto IK Frej de la tercera división sueca.

## Selección nacional
Durante sus primeros años logró destacar como guardameta en su país y en su club, aunque permaneciendo a la sombra del afamado Thomas Ravelli, que era el titular de la selección de fútbol de Suecia desde 1981 hasta 1997. Hedman se vio relegado siempre a la suplencia en su selección (participando en la Copa Mundial de Fútbol de 1994 como tercer portero) hasta la retirada de Ravelli en 1997.
Hedman se convirtió en titular, participando en la Eurocopa 2000 y la Copa Mundial de Fútbol de 2002 como portero titular. Para la Eurocopa 2004 fue relevado como principal guardameta por Andreas Isaksson, tras la cual decidió retirarse de la competición internacional.

## Clubes
| Club             | País       | Año       | Partidos | Goles |
| ---------------- | ---------- | --------- | -------- | ----- |
| AIK Solna        | Suecia     | 1990-1997 | 127      | 0     |
| Coventry City FC | Inglaterra | 1997-2002 | 134      | 0     |
| Celtic FC        | Escocia    | 2002-2004 | 20       | 0     |
| AC Ancona        | Italia     | 2004      | 3        | 0     |
| Celtic FC        | Escocia    | 2004-2005 | 6        | 0     |
| Chelsea FC       | Inglaterra | 2006-2007 | 0        | 0     |

## Vida personal
Hedman ha declarado hallarse al borde de la bancarrota después de gastar la mayor parte de su dinero en drogas, prostitutas y medicamentos a los que era adicto. En septiembre de 2009 fue condenado por posesión de medicamentos, aunque eludió los cargos de posesión de drogas. Sólo varios meses después fue acusado de mantener relaciones sexuales con una prostituta rumana que al parecer era víctima de explotación sexual.
Casado con la cantante y modelo Magdalena Graaf, con ella tuvo dos hijos. En 2010, ya divorciado de su esposa, ésta lo acusó de no pagar la manutención de ella y sus hijos, aunque él aludió que no le quedaba dinero.